# Epinotia phorminx
Epinotia phorminx is een vlinder uit de familie van de bladrollers (Tortricidae). De wetenschappelijke naam van de soort is voor het eerst geldig gepubliceerd in 2014 door Razowski & Becker.

## Type
- holotype: "male, 9.VIII.1972. leg. V.O. Becker. genitalia slide no. 724 WZ"
- instituut: Coll. Becker in het Braziliaanse Camacan
- typelocatie: "Costa Rica, Volcan Turrialba 1800 m"